# Bathyphantes alascensis
Bathyphantes alascensis är en spindelart som först beskrevs av Banks 1900.  Bathyphantes alascensis ingår i släktet Bathyphantes och familjen täckvävarspindlar. Inga underarter finns listade.